# Nereis pinnata
Nereis pinnata är en ringmaskart som beskrevs av Müller 1776. Nereis pinnata ingår i släktet Nereis och familjen Nereididae. Inga underarter finns listade i Catalogue of Life.